# ESV-Stadion
ESV-Stadion – stadion piłkarski w Ingolstadt, w Niemczech. Został otwarty w 1932 roku. Może pomieścić 11 418 widzów. Znajduje się w pobliżu dworca kolejowego.
Obiekt został otwarty w 1932 roku i pierwotnie zwany był Dr. Grüb-Platz. Do 2004 roku swoje spotkania rozgrywali na nim piłkarze klubu ESV Ingolstadt, kiedy to doszło do fuzji tego zespołu z drużyną MTV Ingolstadt, w wyniku której powstał nowy klub FC Ingolstadt 04. Początkowo FC Ingolstadt 04 rozgrywał swoje spotkania na boisku klubu MTV, ale po awansie do II ligi w 2008 roku zespół przeniósł się na ESV-Stadion, który przeszedł modernizację i zmienił nazwę na Tuja-Stadion. 22 maja 2009 roku w nowej lokalizacji rozpoczęto budowę nowej, typowo piłkarskiej areny (Audi Sportpark), na którą przeniosła się drużyna FC Ingolstadt 04 po jej otwarciu w lecie 2010 roku. Obiekt przy Geisenfelder Straße powrócił jednocześnie do swojej poprzedniej nazwy, ESV-Stadion.
W 1972 roku obiekt był jedną z aren turnieju piłkarskiego na XX Igrzyskach Olimpijskich. Rozegrano na nim łącznie cztery spotkania w ramach tego turnieju: trzy mecze pierwszej fazy grupowej i jeden mecz drugiej fazy grupowej.